# Ода к греческой вазе

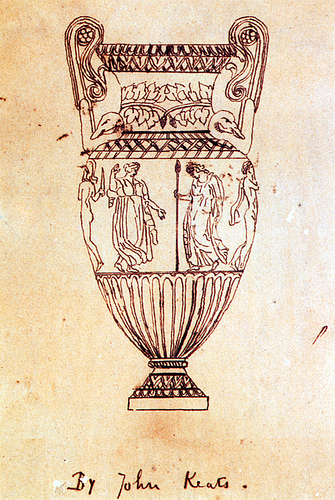
Скалькированный Китсом чертёж гравюры вазы Сосибия

«Ода к греческой вазе» (англ. Ode on a Grecian Urn) — стихотворение английского поэта-романтика Джона Китса, написанное в мае 1819 года и опубликованное в январе 1820 года. Входит в группу «великих од 1819 года» вместе с «Одой к лени», «Одой к меланхолии», «Одой к соловью» и «Одой к Психее». Китс нашёл более ранние формы поэзии неудовлетворительными, и собрание представляло собой новую разработку одической формы. На написание стихотворения его вдохновили две статьи английского художника-писателя Бенджамина Хейдона. Китс знал и о других работах по классическому греческому искусству и сам видел мраморы Элгина. Всё это укрепило его в убеждении, лежащем в основе стихотворения, что классическое греческое искусство было идеалистическим и отражало греческие добродетели.
Разделенная на пять строф из десяти строк, ода содержит размышление рассказчика о ряде рисунков на греческой вазе. Автор сосредоточивается на двух сценах: в одной любовник вечно гонится за любимой, не настигая её, и в другой сельские жители собираются совершить жертвоприношение. В последних строках стихотворения заявляется, что «'beauty is truth, truth beauty,' — that is all / Ye know on earth, and all ye need to know»" («Красота есть правда, правда — красота», это всё, что вы знаете на земле и всё, что вам надо знать). Литературоведы спорили, увеличивают ли или уменьшают эти строки общую красоту стихотворения. Критики также интересовались другими аспектами стихотворения, в том числе ролью рассказчика, вдохновляющими качествами предметов реального мира и парадоксальной связью между миром стихотворения и реальностью.
«Ода к греческой вазе» не была хорошо принята современными критиками, и её стали хвалить только в середине XIX века. В настоящее время считается одной из величайших од на английском языке. Ещё продолжаются дебаты об итоговом заявлении стихотворения, но большинство критиков XX века были согласны в вопросе красоты произведения, несмотря на различные предполагаемые недостатки.

## История сочинения

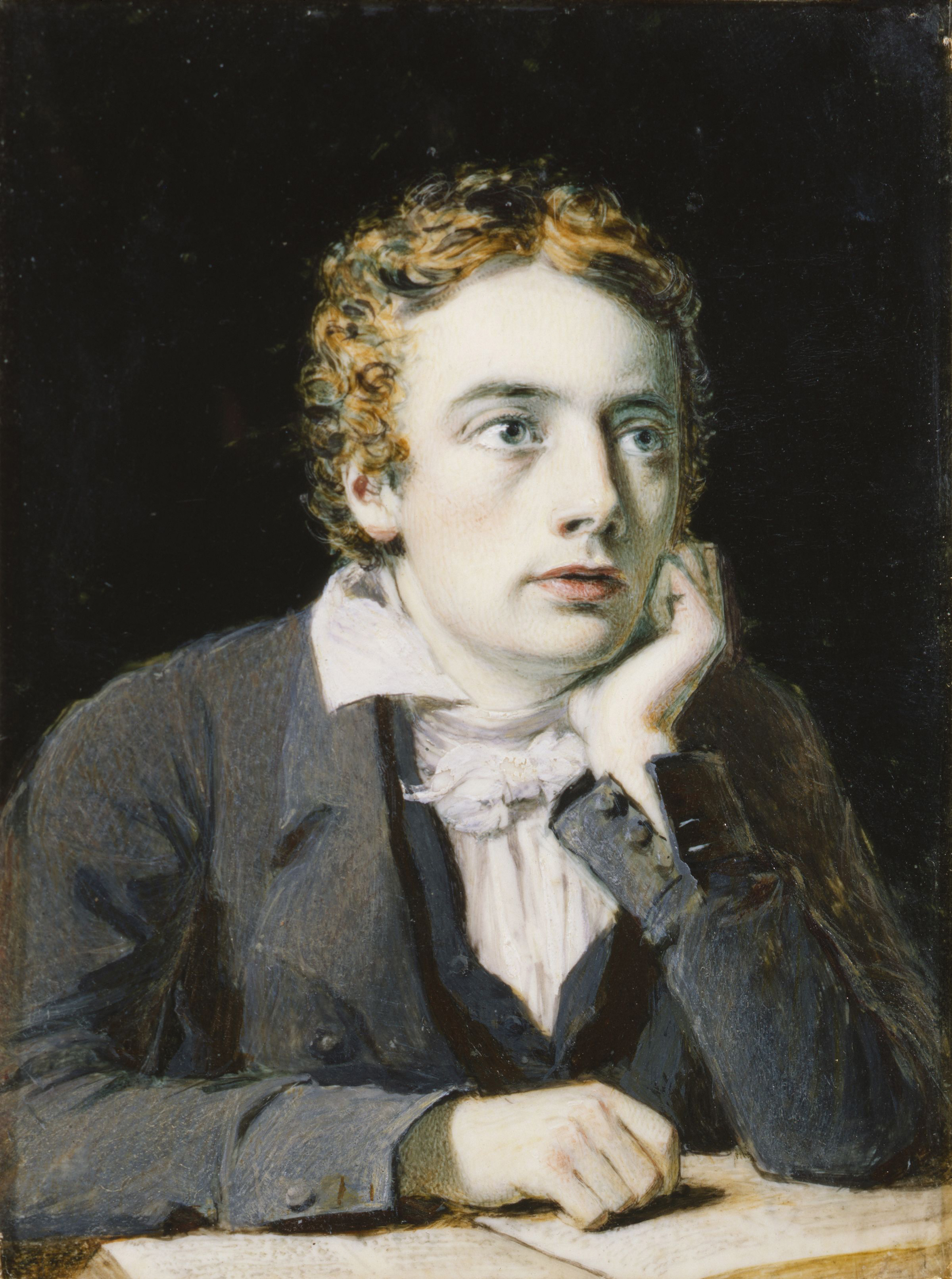
Джон Китс в 1819 году, картина Джозефа Северна

К весне 1819 года Китс оставил больницу Гая в районе Лондона Саутуарк, где он работал в качестве помощника хирурга, чтобы полностью посвятить себя сочинению стихов. Живя со своим другом Чарльзом Брауном, 23-летний поэт был обременён денежными затруднениями и отчаялся, когда его брат Джордж попросил финансовой помощи. Эти реальные трудности, возможно, заставили Китса задуматься о карьере в поэзии, но всё-таки ему удалось завершить пять од, в том числе «Оду к соловью», «Оду к Психее», «Оду к меланхолии», «Оду к лени» и «Оду к греческой вазе». Браун переписал стихи и дал копии издателю Ричарду Вудхаусу. Точная дата сочинения неизвестна; в «Оде к греческой вазе», как и в других одах, Китс написал просто «май 1819 года». Хотя пять стихотворений похожи в форме строф и тем, в текстах нет чётких доказательств порядка сочинения.
В одах Китс обсуждал отношения между душой, вечностью, природой и искусством. Идея использования классического греческого искусства в качестве метафоры возникла после его чтения статей Бенджамина Хейдона в журнале «Examiner», опублкованных 2 мая и 9 мая 1819 года. В первой статье Хейдон описал жертвоприношение и поклонение в древней Греции и во второй статье противопоставил художественные стили Рафаэля и Микеланджело в связи с обсуждением средневековой скульптуры. Китс также имел доступ к гравюрам греческих ваз в кабинете Хейдона и калькировал гравюру «Вазы Сосибия», неоаттического мраморного кратера в Лувре, которую он нашёл в книге «A Collection of Antique Vases, Altars, Paterae» Генри Мозеса.
По этой теме Китс вдохновлялся не только Хейдоном, а также многими современными источниками. Возможно, он был ещё под влиянием мраморов Элгина, вдохновивших свой сонет «Видя мраморы Элгина». Китс был также знаком с вазами Таунли, Боргезе и Холланда и с классическим толкованием искусства в «Анатомии меланхолии» Роберта Бёртона. Многие современные очерки и статьи разделяли точку зрения Китса, что классическое греческое искусство было идеалистично и изображало греческие добродетели. Хотя он находился под влиянием существующих греческих ваз, в стихотворении он пытался описать идеальный художественный тип, а не конкретную оригинальную вазу.
Хотя «Ода к греческой вазе» была завершена в мае 1819 года, первый тираж вышел в январе 1820 года, когда была опубликована вместе с «Одой к соловью» в художественном журнале «Annals of Fine Art», чей редакторы содействовали взгляды на искусство, похожие на взгляд Китса. После первой публикации, в журнале «Examiner» ода Китса была опубликована вместе с двумя ранее изданными статьями Хейдона. Китс также включил стихотворение в собрание 1820 года «Ламия, Изабелла, канун Святой Агнессы и другие стихотворения».

## Структура
В 1819 году Китс пытался писать сонеты, но обнаружил, что эта форма не удовлетворяла его цель, потому что система рифмовки действовала против желанного им тона. Когда он повернулся к одической форме, обнаружил, что стандартная пиндарическая форма, использованная такими поэтами, как Джон Драйден, была недостаточным для верного обсуждения философии. Китс разработал собственный тип оды в «Оде к Психее», предшествовавшей «Оде к греческой вазе» и другим одам 1819 года. В «Оде к Психее» Китс создал новый поэтический тон, соответствовавший своим эстетическим представлениям о поэзии. Он изменил новую форму дальше в «Оде к соловью» и «Оде к греческой вазе», добавляя в стихотворения вторичный голос, и таким образом создавая диалог между двумя субъектами. Стихотворение представляет собой экфрасис — описание произведения изобразительного искусства в литературном тексте. Китс разорвал с традиционным использованием экфрасиса, как, например, в «Идиллии» Феокрита, в котором классический поэт описывает рисунки на сторонах чашки. Тогда как Феокрит описывает и движение в стационарном произведении и основные мотивы персонажей, в «Оде к греческой вазе» Китс заменяет действия серией вопросов и сосредотачивается только на внешних атрибутах персонажей.
«Ода к греческой вазе» организована в пяти десятистишиях, и рифмовка начинается с шекспировского четверостишия (abab) и кончится мильтоновским шестистишием (cdeced). Такая же схема используется в «Оде к лени», «Оде к меланхолии» и «Оде к соловью». Таким образом, эти стихотворения объединены как в теме, так в структуре. Само слово «ода» имеет греческое происхождение, означающее «песня». От античности писатели од придерживались жесткой модели строфы, антистрофы и эпода, однако к времени Китса форма претерпела ряд преобразований, так что представлял собой манеру писания вместо строгого метода лирики. В своих одах Китс стремится найти «классический баланс» между двумя крайностями, и в структуре «Оде к греческой вазе», эти крайностями являются симметричная структура классической литературы и асимметрия романтической поэзии. Использование рифмовки abab ссылается на классическую структуру, а остальные шесть строк вырвутся из традиционных поэтического стиля греко-римских од.

## Стихотворение

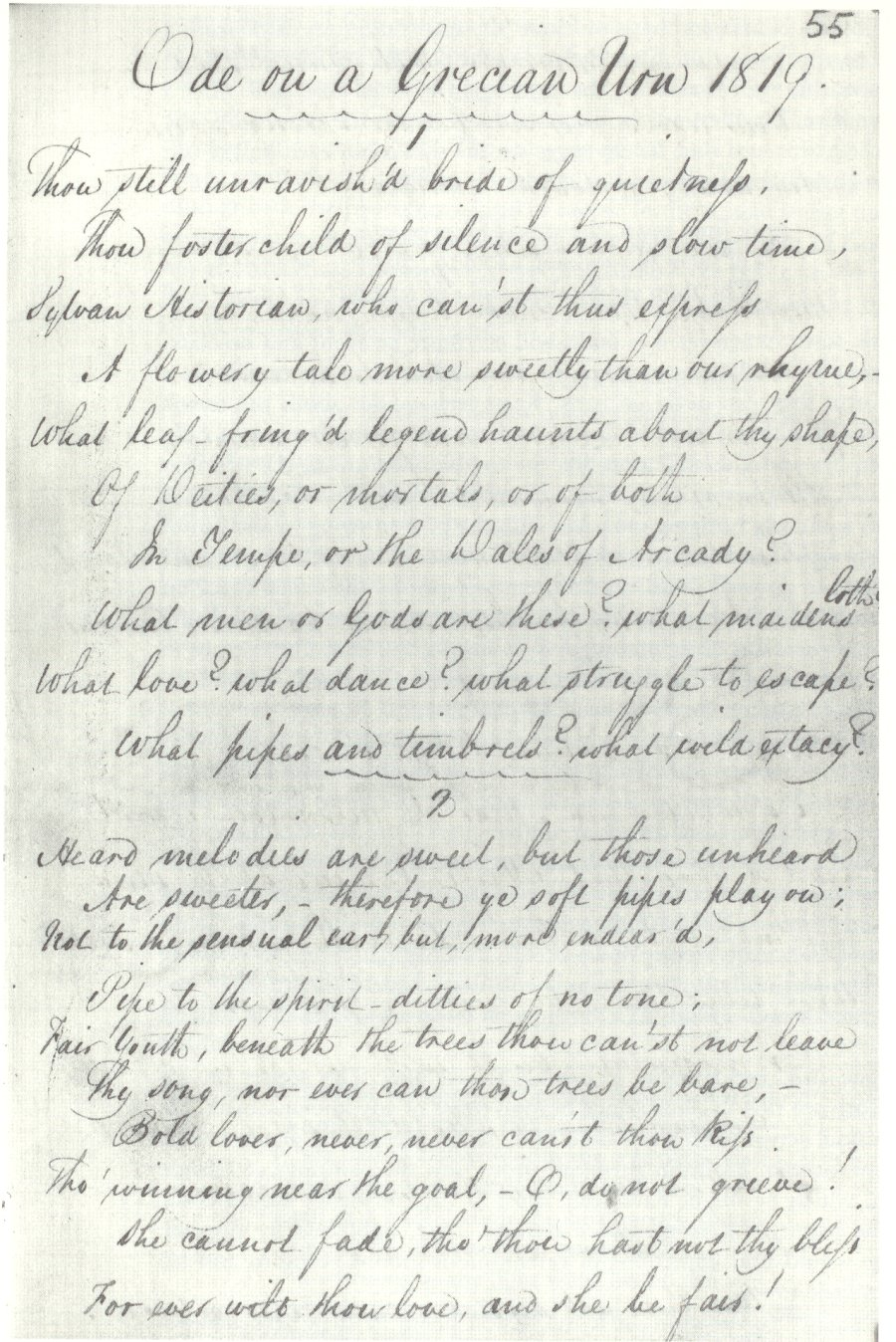
Первая известная копия «Оды к греческой вазе», записанная Джорджом Китсом в 1820 году

В начале стихотворения поэт описывает вазу как безмолвную «невесту тишины», и это описание позволяет ему говорить за неё с помощью собственных впечатлений:
| Thou still unravish’d bride of quietness!  | Ты ещё непохищённая невеста тишины!                        |
| Thou foster-child of silence and slow time | Ты воспитанница молчания и медленного времени (строки 1—2) |
Ваза является «воспитанницей молчания и медленного времени», потому что создана из камня и сделана рукой художника, не общающегося с помощью слов. Как камень, она стареет так медленно, что выглядит как вечное произведение искусства. Ваза представляет собой внешний объект, способный создавать историю вне времени его создания, и из-за этой способности поэт называет вазу «лесным историком» (или «историком леса»), рассказывающим историю своей красотой:
| Sylvan historian, who canst thus express        | Лесной историк, который может так выражать                        |
| A flow’ry tale more sweetly than our rhyme:     | Цветной рассказ слаще, чем наши стихи:                            |
| What leaf-fring’d legend haunts about thy shape | Какой окаймлённая листьями легенда появляется вокруг твоей фигуры |
| Of deities or mortals, or of both,              | Божеств или смертных людей или тех и других,                      |
| In Tempe or the dales of Arcady?                | В темпейской или в аркадской долинах?                             |
| What men or gods are these? What maidens loth?  | Какие эти мужчины или боги? Какие неохотные девы?                 |
| What mad pursuit? What struggle to escape?      | Что за безумная погоня? Что за попытка убежать?                   |
| What pipes and timbrels? What wild ecstasy?     | Что за свирели и бубны? Что за дикий восторг? (строки 3—10)       |
Вопросы, заданные в этих строках слишком неоднозначны, чтобы позволить читателю понять, что именно происходит в изображениях на вазе, но всё-таки ясно, что речь идёт о погоне с сильным сексуальным компонентом. Мелодия, сопровождающая преследование, усиливается во второй строфе:
| Heard melodies are sweet, but those unheard     | Услышанные мелодии сладки, но те неуслышанные        |
| Are sweeter; therefore, ye soft pipes, play on; | Слаще, поэтому ты, мягкая свирель, продолжай играть, |
| Not to the sensual ear, but, more endear’d,     | Не чувственному слуху, но, любезнее,                 |
| Pipe to the spirit ditties of no tone:          | Играй духу беззвучные песенки: (строки 11—14)        |
Китс описывает напряженное ожидание, никогда не выполняющееся, но создающее некий стазис:
| Bold Lover, never, never canst thou kiss,          | Смелый любовник, никогда, никогда ты не можешь целовать,     |
| Though winning near the goal — yet, do not grieve; | Хотя добираешься почти до цели; всё же не горюй;             |
| She cannot fade, though thou hast not thy bliss,   | Она не может вянуть, хотя у тебя нет твоего блаженства,      |
| For ever wilt thou love, and she be fair!          | Навсегда ты будешь любить и она будет красна! (строки 17—20) |
В третьей строфе рассказчик начинает с обращения к дереву, которое всегда будет держать свои листья и не «попрощается с весной». Противопоставление жизни с безжизненностью выходит за изображения любовника и красивой девицы и принимает более временную форму, поскольку три из десяти строк начинаются со слов «for ever» (навсегда). Неслыханная песня никогда не стареет, и свирель способна играть вечно, как любовь двух любовников, «вечно задыхающаяся и вечно молодая» (for ever panting, and for ever young). И так, любовники и природа соединяются в одном ощущении:
| All breathing human passion far above,         | Всё дышит человеческую страсть на высоте,        |
| That leaves a heart high-sorrowful and cloyed, | Которая оставляет сердце печальное и пресыщенное |
| A burning forehead, and a parching tongue.     | Жгучий лоб и засушливый язык (строки 28—30)      |
В этих строках сочетаются образы жизни и смерти, создая некий парадокс, который поэт преодолеет через переход на новую сцену и новую точку зрения. Четвёртая строфа начинается с жертвы девственной коровы—образа, появляющегося в мраморах Парфенона, «Жертве Аполлону» Клода Лоррена и «Жертве в Листре» Рафаэля.
| Who are these coming to the sacrifice?         | Кто эти, идущие на жертву?                             |
| To what green altar, O mysterious priest,      | К какому зелёному алтарю, о таинственный жрец,         |
| Lead’st thou that heifer lowing at the skies,  | Ведёшь ту тёлку, мычащую на небеса,                    |
| And all her silken flanks with garlands drest? | И все её шелковистые бочки, гирляндами одеты?          |
| What little town by river or sea shore,        | Какой городок на берегу реки или моря,                 |
| Or mountain-built with peaceful citadel,       | Или построенный на горе с мирной цитаделью,            |
| Is emptied of its folk, this pious morn?       | Освобождён от своего народа этим благочестивым утром?  |
| And, little town, thy streets for evermore     | И, городок, твои улицы всегда                          |
| Will silent be; and not a soul to tell         | Будут молчать, и никто, чтобы сказать                  |
| Why thou art desolate, can e’er return.        | Почему ты пустынен, не сможет вернуться (строки 31-40) |
Таким образом повествователь, видя воображённые на вазе персонажи, размышляет о невидимых местах, связанных с их жизнью. Но вопросы, ставленные поэтом, остаётся без ответа, потому что эти места не имеют реальное существование. Последная строфа начинается с напоминания о том, что ваза является произведение вечного искусства:
| O Attic shape! Fair attitude! with brede        | О аттическая форма! Прекрасное положение! с переплетением |
| Of marble men and maidens overwrought,          | Мраморных мужчин и девиц украшённая                       |
| With forest branches and the trodden weed;      | С лесными ветвями и протоптанной травой                   |
| Thou, silent form, dost tease us out of thought | Ты, безмолвная форма, дразнишь нас из мысли               |
| As doth eternity: Cold pastoral!                | Как вечность: холодный пастораль! (строки 41-45)          |
Зрители лишь огранниченным образом могут понимать вечную сцену, но всё-таки безмолвная ваза способен говорить с ними. Рассказ её одновременно холоден и страстен и служит благу человечества. Стихотворение заканчивается основным сообщением вазы:
| When old age shall this generation waste,       | Когда старость разорит это поколение                             |
| Thou shalt remain, in midst of other woe        | Ты останешься среди другого горя,                                |
| Than ours, a friend to man, to whom thou sayst, | Чем у нас, другом человеку, которому ты говоришь                 |
| "Beauty is truth, truth beauty, « — that is all | „Красота есть правда, правда — красота“ — это всё,               |
| Ye know on earth, and all ye need to know.      | Что вы знаете на свете, и всё, что вам надо знать (строки 46—50) |

## Темы

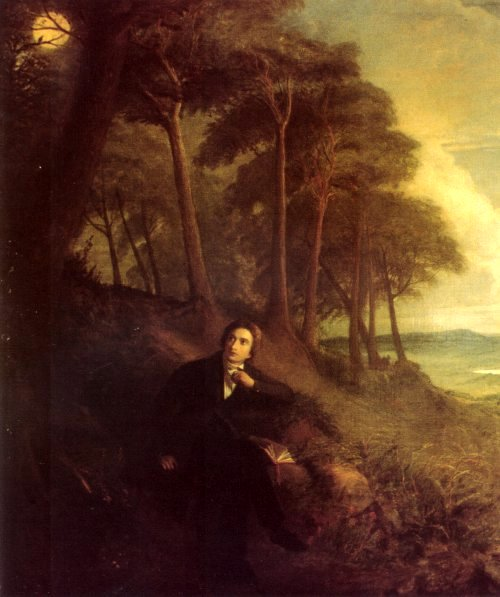
„Китс, слушающий соловья на Хэмпстед-Хите“, картина Джозефа Северна

Как и в других одах Китса, в „Оде к греческой вазе“ обсуждается искусство и аудитория искусства. В предыдущих стихах поэт ссылался на изображениях природной музыки и в таких произведениях, как „Ода к соловью“, обращался к слуховым чувствам, игнорируя при этом визуальные. В „Оде к греческой вазе“ Китс изменил эту тенденцию, сосредоточиваясь на изобразительном искусстве. Он использовал образ вазы раньше в „Оде к лени“, в котором описывал вазу с тремя фигурами, изображающими любовь, честолюбие и поэзию. Из этих трёх любовь и поэзия интегрированы в „Оду к греческой вазе“ с акцентом на том, как ваза в качестве художественной конструкции человека способна связаться с идеей „правды“. Образы вазы, описанные в стихотворении, представляют собой очевидные изображения обычных занятий: ухаживания, музицирования и религиозного обряда. Фигуры красивы и сама ваза реалистична. Хотя стихотворение не включает субъективного участия рассказчика, описание вазы в стихотворении подразумевает человека-наблюдателя, выводящего эти изображения. Рассказчик взаимодействует с вазой подобно тому, как критик будет реагировать на стихотворение. Создаётся неоднозначность в последних строках стихотворения: „Красота есть правда, правда — красота“, это всё, что вы знаете на земле и всё, что вам надо знать». Отсутствие чёткого голоса вазы наставляет читателю спросить, кто на самом деле говорит эти слова, кому он говорит, и что имеется в виду под словами. Таким образом поэт стимулирует читателя взаимодействовать с стихотворения в вопросительной манере, подобной манере рассказчика.
В этой оде Китс описывает отношения между искусством и человечеством. По сравнению с птицей «Оды к соловью», отделенной от человечества, греческая ваза требует зрителей и без них является несовершённой. Ваза взаимодействует с людьми, передавая рассказ и вдохновляя воображение. Немые изображения, на ней нарисованные, вызывают вопросы у рассказчика. Это взаимодействие входит в традицию «ut pictura poesis» (как живопись, поэзия), в которой поэт уподобляет поэзия визуальному искусству. Рассказчик размышляет об эстетических и миметических аспектах искусства. В первой части стихотворения кажется, что роль искусства — вести определённое повествование о незнакомых лицах, которых рассказик старается узнать так же, как в «Оде к лени» и «Оде к Психее». Во второй части поэт, описывая музыканта и любовников, предлагает, что искусство должно описать не особых, а универсальных персонажей; это подпадает под словом «Правда».

## Критический приём
Первый ответ на стихотворение появился в анонимной рецензии в журнале «Monthly Review» в июле 1820 года, где критик заявил: «Г-н Китса не отображает большую утончённость в выборе изображений. Согласно принципам той школы поэзии, к которой он принадлежит, он считает, что любая вещь или предмет в природе является пригодным материалом, на котором поэт может работать […] Может ли быть более острый concetto [причудливый поэтический приём], чем этот адрес к играющим на свирели пастухам на греческой вазе?» Следовала другая анонимная рецензия в номере «Literary Chronicle and Weekly Review» 29 июля 1820 года, в которой стихотворение было процитировано с пометкой: «Среди незначительных стихотворений, многие из которых обладают немалым достоинством, следующее кажется лучшим». Джозайя Кондер, в журнале «The Eclectic Review» в сентябре 1820 утверждает:
Г-н Китс, кажется, ни о чём другом и думает и пишет, чем о «приятных соблюдениях» язычества. Греческая ваза бросает его в экстаз: её «безмолвная форма», говорит он, «дразнит нас из мысли, как вечность» — удачнейшее описание изумительного действия, оказанного такими сюжетами по крайней мере на его собственном уме; и так как его воображение таким образом преоделел его разум, мы тем меньше удивляемся оракулом, который ваза заставлена произнести.
Красота есть правда, правда — красота" — это всё,
Ye know on earth, and all ye need to know.	Что вы знаете на свете, и всё, что вам надо знать
То есть, это всё, что Г-н Китс знает или хочет знать. Но пока он не узнает больше чем это, он не будет писать стихи, пригодные для жизни.

## Комментарии
1. ↑  Картина Рафаэля (изображение) являются одним из этюдов Рафаэля (Raphael Cartoons), тогда находявшихся в Хэмптон-корте. Картина Лоррен (изображение Архивная копия от 21 июля 2011 на Wayback Machine), ныне обычно названная «Ландшафт с отцом Психеи, приносящим жертву Аполлону» сегодня находится в Англси-аббатстве.